# Befallsrate
Die Befallsrate (auch Attack-Rate von englisch attack rate) oder Erkrankungsrate ist in der Infektionsepidemiologie der Anteil einer Population, die in einer Epidemie an der Infektion erkrankt. Da dabei meist der Zeitraum der gesamten Epidemie betrachtet wird, ist es keine Rate im eigentlichen Sinn, sondern eine kumulative Inzidenz. Der Begriff wird auch außerhalb der Infektionsepidemiologie zum Beispiel im Rahmen von Massenvergiftungen gebraucht. Die Befallsrate ist definiert als
{\displaystyle {\text{Befallsrate}}={\frac {\text{exponierte Empfängliche einer Gruppe, die in einem bestimmten Zeitraum erkrankten}}{\text{exponierte Empfängliche in dieser Gruppe insgesamt}}}}.
Diese „Rate“ kann empirisch durch Identifizierung klinischer Fälle und/oder mittels Seroepidemiologie bestimmt werden.
Davon zu unterscheiden ist die sekundäre Befallsrate (englisch: secondary attack rate). Diese ermöglicht Aussagen zur Kontagiosität eines Erregers. Sie ist der Anteil von Infektionen nach Kontakt (Kontaktfälle) mit einem Infizierten innerhalb der Inkubationszeit an der Gesamtzahl von dessen Kontakten. Dabei sollte die Gesamtzahl wenn möglich auf den suszeptiblen (infizierbaren) Anteil der Bevölkerung beschränkt sein, falls dieser Anteil bestimmt werden kann. Die sekundäre Befallsrate ist definiert durch
{\displaystyle {\text{sekundäre Befallsrate}}={\frac {\text{Erkrankte unter den Kontaktfällen eines Inzidenzfalles in der Inkubationszeit}}{\text{Gesamtanzahl der Kontaktfälle (Exponierten) in diesem Zeitraum}}}}.